# Kościół Błogosławionych Męczenników Podlaskich w Radzyniu Podlaskim
Kościół Błogosławionych Męczenników Podlaskich w Radzyniu Podlaskim – rzymskokatolicki kościół w  Radzyniu Podlaskim, który jest świątynią parafii św. Anny w Radzyniu Podlaskim.

## Historia
Parafię św. Anny w Radzyniu Podlaskim erygowano w roku 1994. Początkowo świątynią parafii ustanowiono kaplicę św. Anny w Radzyniu Podlaskim, usytuowaną na cmentarzu św. Anny w Radzyniu Podlaskim, jednak malutka kaplica nie wystarczyła na pomieszczenie tak dużej rzeszy wiernych, wkrótce więc zaszła konieczność budowy nowego kościoła. Postanowiono, że nowa świątynie będzie znajdowała się obok cmentarza. Pierwsze prace budowlane związane głównie z uporządkowaniem gruntu rozpoczęto w roku 1995. Kościół budowano ponad 5 lat. Do użytku został on oddany w 2000 roku. Całością prac przez cały czas koordynował będący wówczas proboszczem tej parafii – ks. Henryk Domański.